# Dematium nigrum
Dematium nigrum är en svampart som beskrevs av Link 1809. Dematium nigrum ingår i släktet Dematium, divisionen sporsäcksvampar och riket svampar.   Inga underarter finns listade i Catalogue of Life.